# Saint-Bénigne
Pour les articles homonymes, voir Bénigne.
Pour la cathédrale homonyme de la ville de Dijon, voir Cathédrale Saint-Bénigne de Dijon.
Saint-Bénigne est une commune française située dans le département de l’Ain en région Auvergne-Rhône-Alpes.

## Géographie
Saint-Bénigne fait partie de la Bresse savoyarde. Elle s'étend entre la Reyssouze (limite sud) et la Saône (limite nord-ouest). L'habitat est dispersé en de nombreux hameaux dont les principaux sont Chamerande (le long de la route départementale 933), Montrin, Nizerel, Ternant et les Vernettes. La mairie de Saint-Bénigne se situe approximativement au centre de la commune, entre le village et Chamerande.
D'est en ouest, le relief évolue des plateaux limoneux culminant à 216 m d'altitude aux zones sableuses où l'on pratique le maraîchage et enfin aux prairies inondables du val de Saône situées à environ 170 m d'altitude ; ces prairies constituent le tiers du territoire communal.

### Climat
Pour des articles plus généraux, voir Climat d'Auvergne-Rhône-Alpes et Climat de l'Ain.
En 2010, le climat de la commune est de type climat océanique altéré, selon une étude du CNRS s'appuyant sur une série de données couvrant la période 1971-2000. En 2020, Météo-France publie une typologie des climats de la France métropolitaine dans laquelle la commune est exposée à un climat semi-continental et est dans la région climatique Bourgogne, vallée de la Saône, caractérisée par un bon ensoleillement (1 900 h/an), un été chaud (18,5 °C), un air sec au printemps et en été et des vents faibles.
Pour la période 1971-2000, la température annuelle moyenne est de 11,4 °C, avec une amplitude thermique annuelle de 17,9 °C. Le cumul annuel moyen de précipitations est de 900 mm, avec 9,8 jours de précipitations en janvier et 7,7 jours en juillet. Pour la période 1991-2020, la température moyenne annuelle observée sur la station météorologique de Météo-France la plus proche, sur la commune de Romenay à 11 km à vol d'oiseau, est de 11,8 °C et le cumul annuel moyen de précipitations est de 983,9 mm,. Pour l'avenir, les paramètres climatiques de la commune estimés pour 2050 selon différents scénarios d'émission de gaz à effet de serre sont consultables sur un site dédié publié par Météo-France en novembre 2022.

## Urbanisme

### Typologie
Au 1er janvier 2024, Saint-Bénigne est catégorisée commune rurale à habitat dispersé, selon la nouvelle grille communale de densité à 7 niveaux définie par l'Insee en 2022.
Elle appartient à l'unité urbaine de Pont-de-Vaux, une agglomération intra-départementale dont elle est une commune de la banlieue,. Par ailleurs la commune fait partie de l'aire d'attraction de Mâcon, dont elle est une commune de la couronne,. Cette aire, qui regroupe 105 communes, est catégorisée dans les aires de 50 000 à moins de 200 000 habitants,.

### Occupation des sols
L'occupation des sols de la commune, telle qu'elle ressort de la base de données européenne d’occupation biophysique des sols Corine Land Cover (CLC), est marquée par l'importance des territoires agricoles (88,5 % en 2018), en diminution par rapport à 1990 (97,2 %). La répartition détaillée en 2018 est la suivante : 
prairies (51,5 %), terres arables (28,9 %), zones urbanisées (8,7 %), zones agricoles hétérogènes (8,1 %), eaux continentales (1,7 %), forêts (1,1 %).
L'évolution de l’occupation des sols de la commune et de ses infrastructures peut être observée sur les différentes représentations cartographiques du territoire : la carte de Cassini (XVIIIe siècle), la carte d'état-major (1820-1866) et les cartes ou photos aériennes de l'IGN pour la période actuelle (1950 à aujourd'hui).

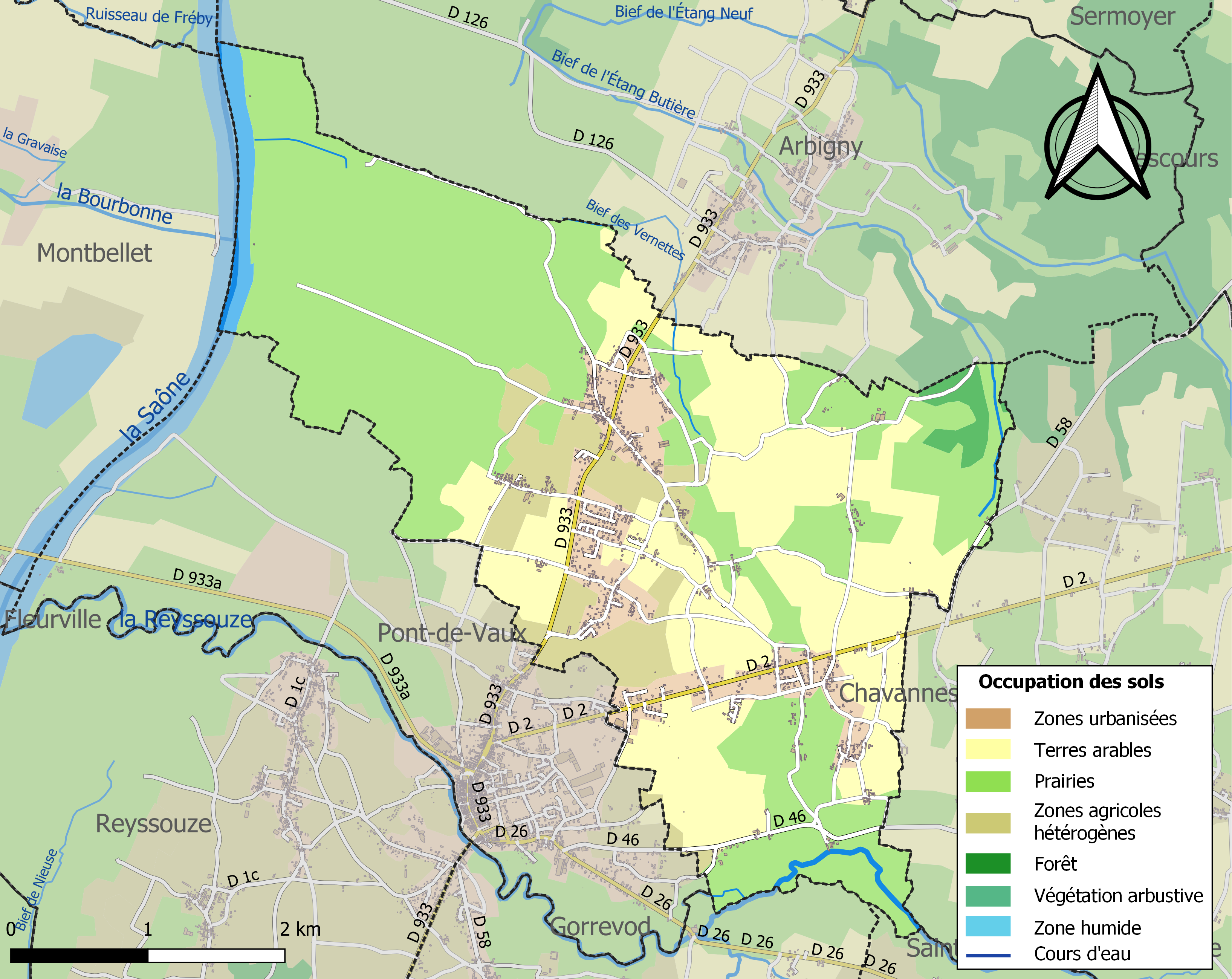
Carte des infrastructures et de l'occupation des sols de la commune en 2018 (CLC).

## Toponymie
Saint Bénigne est originaire de Smyrne et a connu saint Polycarpe. Ce dernier était disciple de l’apôtre et évangéliste saint Jean qui lui confia la mission d’évangéliser la Gaule. Saint Bénigne a ainsi évangélisé Marseille, Autun et Langres. Devenu martyr à Dijon, son culte fut propagé par le biais d’une abbaye au Moyen Âge.
Durant la Révolution française, la commune prend temporairement le nom de Mont-Libre.

## Histoire
La première église du village est édifiée au XIe siècle par les moines de Tournus.

## Politique et administration

### Découpage territorial
La commune de Saint-Bénigne est membre de la communauté de communes Bresse et Saône, un établissement public de coopération intercommunale (EPCI) à fiscalité propre créé le 1er janvier 2017 dont le siège est à Bâgé-le-Châtel. Ce dernier est par ailleurs membre d'autres groupements intercommunaux.
Sur le plan administratif, elle est rattachée à l'arrondissement de Bourg-en-Bresse, au département de l'Ain et à la région Auvergne-Rhône-Alpes. Sur le plan électoral, elle dépend du  canton de Replonges pour l'élection des conseillers départementaux, depuis le redécoupage cantonal de 2014 entré en vigueur en 2015, et de la première circonscription de l'Ain  pour les élections législatives, depuis le dernier découpage électoral de 2010.

### Administration municipale

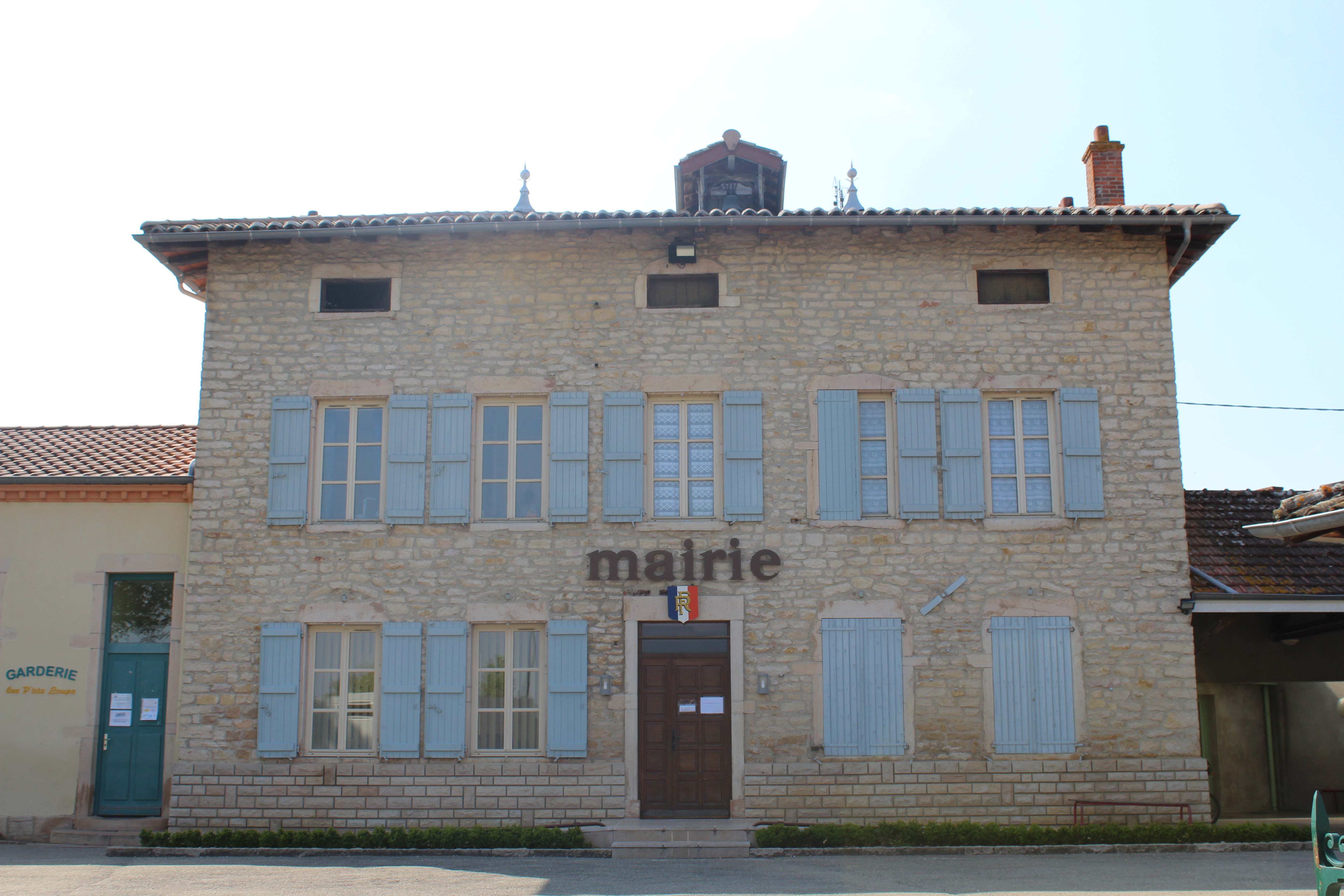
Mairie.

| Période      | Période      | Identité            | Étiquette | Qualité        |
| ------------ | ------------ | ------------------- | --------- | -------------- |
| 1971         | mars 2001    | Michel Fontaine     | DVG       |                |
| mars 2001    | mars 2014    | Guy Mortel          | PS        |                |
| mars 2014    | octobre 2017 | Jean-Jacques Willig | DVG       | Démissionnaire |
| octobre 2017 | En cours     | Emily Unia          | -         |                |

## Démographie
L'évolution du nombre d'habitants est connue à travers les recensements de la population effectués dans la commune depuis 1793. Pour les communes de moins de 10 000 habitants, une enquête de recensement portant sur toute la population est réalisée tous les cinq ans, les populations de référence des années intermédiaires étant quant à elles estimées par interpolation ou extrapolation. Pour la commune, le premier recensement exhaustif entrant dans le cadre du nouveau dispositif a été réalisé en 2007.
En 2022, la commune comptait 1 351 habitants, en évolution de +7,74 % par rapport à 2016 (Ain : +5,15 %, France hors Mayotte : +2,11 %).
| 1793  | 1800  | 1806  | 1821  | 1831  | 1836  | 1841  | 1846  | 1851  |
| ----- | ----- | ----- | ----- | ----- | ----- | ----- | ----- | ----- |
| 1 400 | 1 259 | 1 271 | 1 217 | 1 224 | 1 246 | 1 279 | 1 256 | 1 319 |

| 1856  | 1861  | 1866  | 1872  | 1876  | 1881  | 1886  | 1891  | 1896  |
| ----- | ----- | ----- | ----- | ----- | ----- | ----- | ----- | ----- |
| 1 279 | 1 195 | 1 221 | 1 232 | 1 224 | 1 139 | 1 151 | 1 133 | 1 072 |

| 1901  | 1906  | 1911 | 1921 | 1926 | 1931 | 1936 | 1946 | 1954 |
| ----- | ----- | ---- | ---- | ---- | ---- | ---- | ---- | ---- |
| 1 027 | 1 010 | 978  | 895  | 908  | 917  | 874  | 763  | 740  |

| 1962 | 1968 | 1975 | 1982 | 1990 | 1999 | 2006  | 2007  | 2012  |
| ---- | ---- | ---- | ---- | ---- | ---- | ----- | ----- | ----- |
| 690  | 663  | 631  | 702  | 823  | 817  | 1 072 | 1 108 | 1 209 |

| 2017  | 2022  | - | - | - | - | - | - | - |
| ----- | ----- | - | - | - | - | - | - | - |
| 1 265 | 1 351 | - | - | - | - | - | - | - |

## Lieux et monuments
- L'église Saint-Bénigne a été reconstruite en 1862 en style néo-roman.